# Leersia friesii
Leersia friesii är en gräsart som beskrevs av Aleksandre Melderis. Leersia friesii ingår i släktet vildrissläktet, och familjen gräs. Inga underarter finns listade i Catalogue of Life.